# Nowa Wieś Lęborska (gemeente)
De gemeente Nowa Wieś Lęborska is een landgemeente in het Poolse woiwodschap Pommeren, in powiat Lęborski.
De gemeente bestaat uit 18 administratieve plaatsen solectwo: Chocielewko, Czarnówko, Darżewo, Dziechlino, Garczegorze, Janowiczki, Karlikowo Lęborskie, Kębłowo Nowowiejskie, Krępa Kaszubska, Lubowidz, Łebień, Mosty, Nowa Wieś Lęborska, Obliwice, Pogorzelice, Redkowice, Tawęcino, Wilkowo Nowowiejskie
De zetel van de gemeente is in Nowa Wieś Lęborska.
Op 30 juni 2004 telde de gemeente 12 146 inwoners.

## Oppervlakte gegevens
In 2002 bedroeg de totale oppervlakte van gemeente Nowa Wieś Lęborska 270,39 km², waarvan:
- agrarisch gebied: 60%
- bossen: 30%

De gemeente beslaat 38,25% van de totale oppervlakte van de powiat.

## Demografie
Stand op 30 juni 2004:
| Omschrijving                   | Totaal | Totaal | Vrouwen | Vrouwen | Mannen | Mannen |
| ------------------------------ | ------ | ------ | ------- | ------- | ------ | ------ |
| eenheid                        | aantal | %      | aantal  | %       | aantal | %      |
| inwoners                       | 12 146 | 100    | 5971    | 49,2    | 6175   | 50,8   |
| bevolkingsdichtheid (inw./km²) | 44,9   | 44,9   | 22,1    | 22,1    | 22,8   | 22,8   |

In 2002 bedroeg het gemiddelde inkomen per inwoner 1339,81 zł.

## Plaatsen zonder de statussołectwo
- Bąkowo, Bąsewice, Brzezinki, Darżkowo, Janisławiec, Janowice, Kanin, Kozołęka, Laska, Leśnice, Lędziechowo, Łówcze, Ługi, Małoszyce, Niebędzino, Nisko, Piotrowo, Pogorszewo, Pogorzele, Rekowo Lęborskie, Rozgorze, Rybki, Rybnik, Wypichowo, Żelazkowo

## Aangrenzende gemeenten
Cewice, Choczewo, Główczyce, Lębork, Łęczyce, Potęgowo, Wicko
- Virtual International Authority File: 69152380138701762532